# Фукуї Кен'їті
Фуку́ї Кен'їті  (яп. 福井 謙一、 ふくい　けんいち　4 жовтня 1918 — 9 січня 1998 року) — японський хімік, лауреат Нобелівської премії з хімії «за розробку теорії перебігу хімічних реакцій» спільно з Роалдом Гоффманом.

## Дитинство
Кен'їті Фукуї народився в Осікуме, Нара, Японія 4 жовтня 1918 року.. Він був старшим з трьох синів батька Рьокіті і матері Тіе, до шлюбу Сугісава. Рьокіті Фукуї, який закінчив Комерційний Інститут Токіо (пізніше Університет Хітоцубасі), був членом Національного географічного товариства. Журнал Національного географічного товариства був одним з найважливіших журналів для Кен'їті в дитинстві. Тіе закінчила Жіночий коледж Нари і була люблячою матір'ю трьох дітей. Вона ніколи не змушувала їх вчитися, але створювала навчальне середовище в будинку і життя. Наприклад, вона купила для своїх дітей повне зібрання творів відомого японського романіста Сосекі Нацуме, чиї книги дуже любив Кен'їті. Незабаром після народження Кен'їті сім'я переїхала в новий будинок в Кісінато, Осака, в якому і жила до 18-річчя Кен'їті. У дитинстві він любив грати на свіжому повітрі і проводив майже кожні канікули в рідному будинку матері в Осікуме. Він любив гуляти поряд з будинком, а іноді і досить далеко від нього. Поблизу було багато ставків, і він любив ходити на рибалку з братами. Навіть в Осаці, де було не так мальовничо, він знаходив місця з хорошими пейзажами. Кен'їті любив колекціонувати різні речі: поштові марки, коробки з-під сірників, листя, бруньки рослин і камінчики. Вразливе і чутливе серце Кен'їті було зачарований також красою метеликів і загадкових комах. Інтерес до природи був з ним завжди: коли він їздив читати лекції на міжнародні симпозіуми багато років тому, у Рюкабітосе біля Афін він примудрився спіймати красиву цикаду, а у Флориді та Стамбулі кілька метеликів.

## Освіта
Кен'їті надійшов у початкову школу Тамада Дейна в 1925 році. Він був слабо розвинений фізично. Йому подобалося працювати в полі в літній школі на південному узбережжі Осаки. У середню школу Імам Кен'їті переїхав в 1931 році. Там він став членом біологічного гуртка, в якому старші члени були дуже хорошими лідерами і експертами в своїй області. Члени гуртка часто їздили в довколишні гори на околиці Осаки і збирали там різні види комах. У цей час Кен'їті познайомився з роботами Жана Анрі Фабра — серією книг «Ентомологічні спогади» (Souvenirs Entomologiques). Кен'їті читав їх у перекладі І. Йосиди і Т. Хаясі, і з нетерпінням чекав кожного наступного випуску. Спостереження, описані в книзі, повністю відповідали його власним. Це дуже дивувало Кен'їті, адже він знаходився так далеко від Провансу, де жив Жан Фабр. Значно пізніше Кен'їті обрали членом Міжнародної Академії квантової молекулярної науки, штаб якої розташовувався в Ментоні (Франція). Ж. А. Фабр був не тільки чудовим ентомологом, але й талановитим хіміком. Він досяг успіху в приготуванні барвника алізарину з рослини марени. Але на жаль, це не знайшло широкого застосування через винаходи синтетичного методу німецькими вченими. Фабр присвятив останній розділ «ентомологічних спогадів» цієї історії. Останньою пропозицією в цій главі було «Laboremus!», Що означало «Почнемо спочатку!». Це вразило Кен'їті. Хімія не принесла щастя Фабру, і це кинуло тінь на ставлення до хімії Кен'їті. Курс хімії почався у Кен'їті на третьому році навчання в середній школі, але він не любив її за те, що багато чого тут потрібно було помітити і вчити, а також частково через те, що Фабру не пощастило як хіміку.
Кен'їті написав у віці 65 років, що дитячий досвід був дуже важливий у становленні його як ученого-натураліста. Тоді в школі він не думав про кар'єру вченого, скоріше навіть думав про роботу в літературі. Його улюбленими предметами були історія та література. Причиною цього було місце його народження, місто Осікума, який розташовувався між Нарою та Кіото, де було безліч історичних пам'яток. У 1935 році Кен'їті вступив до старших класів школи Осаки. Він вступив до Факультету природничих наук і вивчав німецьку як другу мову. У той час студентам необхідно було займатися спортом, і Кен'їті вибрав японське фехтування кендо. Кен'їті любив займатися спортом майже кожен день, але це забирало багато часу і сил, так що мало часу залишалося на навчання. Коли він тільки починав займатися фехтуванням, він ніяк не міг виграти, і його вчитель сказав тоді йому: «Ніколи не чекай перемоги, просто борися на повну силу». Після цього він став перемагати і полюбив цей спорт. Це зробило його сильним фізично, але навчання він кілька запустив.
Навесні 1938 року на останньому курсі навчання його батько відвідав Ген'іцу Кіта, свого родича, професора хімії Університету Кіото, який живе в тому ж районі Нари. Він проконсультувався у нього з приводу подальшого навчання Кен'їті. Він пояснив, що його син любить німецьку мову та математику. Кіта відповів, що математика та німецька мова важливі для хімії, і запропонував роботу в лабораторії в Кіото. Це було трохи несподівано, тому що в ті дні вважалося, що математика не була потрібна в хімії. Коли Кен'їті дізнався про цю пропозицію, він погодився вчитися там. Йому уявлялося цікавим вчитися у такого відмінного вчителя.
Професор Кіта народився у місті Нара в 1883 році, закінчив Факультет прикладної хімії Імперського Університету Токіо в 1906 році, де і став ад'юнктом професора в 1908 році. Після двох років, проведених у Європі та Америці, він став професором Факультету промислової хімії Імперського Університету Кіото в 1921 році. Кіта був не тільки видатним хіміком, що опублікували понад 1000 статей, але також відмінним вчителем, який навчив велике число провідних японських хіміків, таких як Дз. Сакурада, З. Кодама, М. Хоріо і Дж. Фурукава. Після його виходу на пенсію з Університету Кіото в 1944 році він став Президентом Університету Наніва (пізніше префектурний Університет Осака) і членом Японської Академії.

### Університетські роки
Кен'їті вступив до Факультету промислової хімії, на кафедру інженерії Імперського Університету Кіото в 1937 році. Він часто відвідував Професори Кіту будинку, де його завжди радо зустрічали Кіта і його дружина, яка була відмінним віолончелістом, грали в оркестрі і одного разу навіть для імператора Мейдзі. Кіта був досить мовчазним людиною і часом виглядав простакуватим. Його улюбленим радою був «Ти повинен вчити фундаментальну хімію, якщо ти хочеш добре розуміти прикладну хімію». Факультет промислової хімії робив акцент на прикладних областях, таких як керамічна хімія, електрохімія, ферментативна хімія і хімія синтетичних барвників, волокон, гум та пластиків. Лекції були строго орієнтовані на прикладну хімію. Кен'їті, який хотів вивчити фундаментальну науку, слухав лекції на кафедрі природознавства, розташованої неподалік. Кен'їті також хотів вивчити квантову механіку, якої як науці було всього 12 років. Так як з цієї дисципліни не було лекцій, він ходив у бібліотеку на Фізичний факультет і брав там книги. Він намагався зрозуміти всі рівняння, тому шукав оригінальну літературу. Світ атомів і молекул зачарував Кен'їті. Проблема була в тому, що він не міг брати на будинок книги на кшталт «Керівництва з Фізики» (Handbuche der Physik), тому він писав суть цих статей у своєму зошиті. Коли він відпочивав, він любив дивитися закордонне кіно, на кшталт «Під дахами Парижа». Його студентські роки в Кіото приносили йому величезне задоволення. Кен'їті любив читати мало, але вдумливо. У той час область математичної фізики вже була відкрита. «Методи математичної фізики» Куранта і Гільберта була однією з його улюблених книг. Він дивувався, чому не існувала «математична хімія» і вважав, що емпірична природа хімії повинна зменшитися після появи математичної хімії. «Зменшення емпіричної природи хімії» було улюбленою фразою професора Фукуї.
На третьому курсі він почав вчитися в аспірантурі під керівництвом ад'юнкт-професора Хару Сінгу, тому що професор Кіта збирався йти на пенсію. Це експериментальне навчання було дуже корисним для його подальшого теоретичного навчання: різні вуглеводні показували різну реакційну здатність до гексахлориду сурми, що було дуже загадковим і цікавим фактом. Кен'їті була також цікава різна реакційна здатність ароматичних сполук, таких як нафталін і антрацен. Це було предметом нової електронної теорії, перші зачатки якої тільки починали з'являтися. Для Кен'їті було удачею, що результати його експериментів не пояснювалися існуючими теоріями.
Кен'їті закінчив Кафедру інженерії Університету Кіото в березні 1941 року і вступив до аспірантури Факультету паливної хімії на Кафедру інженерії. Його науковим керівником був професор Сіндзіро Кодама, який був також учнем професора Кити. Кодама навчався в Німеччині з 24-х років і мав також багато книг з квантової хімії і електромагнетизму. У Кен'їті з'явилася можливість вивчати фундаментальну фізику у вільній атмосфері в лабораторії Кодами.

## Наукова діяльність

### Написання докторських тез
У серпні 1941 року Кен'їті переїхав до Паливного інституту Японської армії в Токіо. У 1943 році він читав лекції на факультеті паливної хімії, в Університеті Кіото, а в 1944 році став там ад'юнктом професора. Кен'їті проводив багато часу займаючись квантовою механікою. Особливо цікавими для нього стали книги Р. Х. Фоулера «Статистична механіка» (Фоулер, 1936) а також «Введення в квантову механіку» (1947) «Введення у фізику часток» (1948) Хідекі Юкави. Паливний інститут був зайнятий синтезом вуглеводнів, які могли покращити властивості бензину. У США використовували 2,2,4-триметилпентана і Кен'їті довелося синтезувати схожі з'єднання з бутанолу, який отримували бродінням цукру. У вересні 1944 його команда досягла успіху в синтезі ізооктану і отримала приз від японської армії. Після 2-ї Світової Війни, Кен'їті повернувся до Університету Кіото і став займатися молекулярним дизайном під керівництвом професора кодами. Він працював над синтезом поліетилену високого тиску. З цього дослідження полягала частина його кандидатської дисертації, яка називалася «Теоретичне вивчення температурного розподілу в реакторах хімічної промисловості». Це було 200-сторінкове дослідження. Коли він показав його професору Кіта, який на той час вже пішов на пенсію, професор тільки відповів, що воно було дуже товстим. Кен'їті підписав свої докторські тези влітку 1948 року.

### Теорія хімічних реакцій, теорія орбіталей
Після завершення написання своїх докторських тез, Кен'їті вирішив зайнятися вивченням теорії хімічних реакцій. У ті дні хімічні реакції були основним предметом вивчення на Факультеті природничих наук кафедри хімії Університету Кіото. Зокрема, в цей час в даній області працювали З. Хоріба, Т. Лі і С. Сасакі. Дослідження повністю контрастували з дослідженнями на факультеті природничих наук в Університеті Токіо, де займалися вивченням молекулярної структури. У такій атмосфері Кен'їті було зручно займатися теорією хімічних реакцій. Експериментальне вивчення реакцій вуглеводнів, які він провів у студентські роки і пізніше в паливному інституті в Токіо сформували базу для його теоретичних вишукувань. У 1951 Фукуї став професором факультету паливної хімії. У лютому того року на факультеті була пожежа і йому довелося ділити свою лабораторію з професором Сінгу та іншими. Саме в цій кімнаті народилася електронна прикордонна теорія. Він вважав, що електрон на зовнішній орбіталі грає дуже важливу роль в процесі хімічної реакції, саме в зовнішніх частинах молекул відбувається хімічна реакція. Орбіталь, що брала участь в хімічній реакції була названа «граничною орбиталлю». Фукуї перший порахував щільність граничних електронів нафталіну і виявив, що щільність була максимальною в місці, де відбувалася хімічна реакція. Він досяг успіху за допомогою Тедзіро Йонедзава, свого аспіранта, у вивченні більш складних вуглеводнів, таких як антрацен, пірен і перілен. Теорія прикордонних орбіталей точно показала позиції хімічних атак електрофілами на кшталт NO2+, таким чином підтвердивши себе в експерименті. Колекція безлічі експериментальних результатів була інтерпретована з допомогою професора Сінгу — хіміка-органіка з глибокими знаннями електронної теорії органічних реакцій. Учені вирішили назвати нову теорію на честь професора Сінгу, який запропонував «граничну» електронну теорію. Однією з найважливіших його статей є його перша теорія хімічних реакцій. Він знайшов кореляцію між реакційною здатністю ароматичних вуглеводнів до електрофільних реагентів і квадратами коефіцієнтів атомних орбіталей в лінійної комбінації верхніх зайнятих молекулярних орбіталей (ВЗМО). Просторовий розподіл електронної густини в ВЗМО був паралельним порядку реакційної здатності молекули. Пізніше, схожа кореляція була виявлена в реакціях з нуклеофільними реагентами між реакційною здатністю і розподілом нижніх вільних молекулярних орбіталей (НВМО). Реакційна здатність вільних радикалів визначалася сумарною щільністю НВМО і ВЗМО. Фукуї розглядав цей результат як загальну закономірність хімічних реакцій, як загальну орієнтаційну поведінку. Він намагався розширити спектр сполук, до яких можна було застосувати подібне правило, наприклад розширити його на органічні та неорганічні речовини, ароматичні і аліфатичні, насичені і ненасичені. Він виявив, що спектр хімічних реакцій можна розширити до реакцій заміщення, приєднання, виділення, розриву зв'язку, елімінування, і утворень молекулярних комплексів. Стаття Фукуї 1952
була опублікована в тому ж році коли з'явилася важлива стаття Маллікен з перенесення заряду в донорно-акцепторних комплексах (Маллікен, 1952). З роботою Маллікена Фукуї отримав теоретичне обґрунтування своїх результатів. Основна ідея полягала в електронній делокалізації між НСМО і ВЗМО реагуючих речовин. Ці орбіталі і називалися граничними.
Теорія граничних орбіталей була розвинена в багатьох напрямках не тільки науковою групою Фукуї, а й іншими вченими. Корисні показники реакційної здатності, наприклад «супер-делокалізованності». Походили з цієї теорії і застосовувалися в різних спеціальних темах, наприклад, порівняння реакційної здатності, кінетиці полімеризації і структурі кополімерів, антиоксидантів, та інших біохімічних речовинах.
Проте теорія Фукуї стала залучати величезну увагу з боку науковців тільки після відкриття залежності між НВМО, ВЗМО і явищами стереоселективності. У 1961 році в дослідженні срібних комплексів ароматичних сполук була показана важливість головної частиніи граничної теорії. У 1964 році Фукуї зіставив симетрію НВМО і ВЗМО реагуючих молекул з випадком реакцій циклоприєднання. Це було результатом простого застосування теорії граничних орбіталей до так званих «узгоджених» двоцентрових реакцій.
Більш яскраве висвітлення теорія Фукуї отримала у Вудворда і Хоффмана (Woodward & Hoffmann, 1965), які використовували НВМО і ВЗМО для пояснення утворення стереоспецифічних продуктів в термічної циклізації і фотоциклізаціі сполучених полієнів. Це відкриття було першим кроком на шляху встановлення правила стереоселективності в різних узгоджених реакціях. Вони інтерпретували перебіг цих реакцій як виконання правила «збереження орбітальної симетрії» (Woodward & Hoffmann, 1969).
Всі результати, що пояснюється правилом Вудворда-Хоффмана, були інтерпретовані Фукуї за допомогою наближення теорії граничних орбіталей. Однак немає сумніву в тому що робота Фукуї отримала широке поширення саме завдяки роботі Вудворда і Хоффмана.
Дослідження взаємодій ВЗМО-НВМО в роботі, що висвітлювала циклічне приєднання Фукуї 1964 року було застосовано його групою та іншими вченими (Хоук, 1973) до різноманітних хімічних реакцій: циклічного і ациклічного приєднання, елімінування, регібрідизаціі, мультіциклізації, різних внутрішньомолекулярних перегрупувань, реакцій з бензольним кільцем, розмикання циклів та їх замикання тощо, включаючи навіть термічно індуковані і фотоіндуковані реакції. Особливо ефективною теорія виявилася щодо пояснення складної регіоселективності і різного виду вторинних стереохімічних ефектів в узгоджених реакціях циклоприєднання. Все пояснювалося в термінах граничних орбіталей. Перенесення заряду і зміну спіна можна було пояснити з цієї точки зору. Фукуї і його колеги розширили орбітальну взаємодію для участі від двох до трьох орбіталей. Змішування орбіталей, поляризація і трьохорбітальна взаємодія були використані для пояснення подальших більш складних експериментів. Теорія трьохкомпонентної взаємодії була введена для пояснення ролі каталізаторів у термінах НВМО-ВЗМО-аналізу. Було розкрито поняття «псевдозбудження» і застосовано до інтерпретації декількох хімічних феноменів.
На додаток до цих фундаментальних успіхів Фукуї зі своєю науковою групою спробував надати своїй теорії більш кількісний характер. У 1968 була запропонована загальна теорія міжмолекулярних реакцій, щоб об'єднати спільні принципи про шляхи реакції, відзначивши зростання впливу взаємодії ВЗМО-НВМО в прогресі вивчення хімічних реакцій. Були з'ясовані механізм зміни зв'язків в процесі реакції і стабілізація системи, що реагує, у ході реакції.

### Світове визнання, нагороди
У 1962 році Фукуї отримав приз Японської Академії за вивчення електронної структури і реакційної здатності сполучених сполук. Йосіо Танака, Професор емерітус Університету Токіо, який палко підтримував Кен'їті, одного разу сказав: «Ця теорія могла б отримати Нобелівську премію».

#### Нобелівська премія
У 1964 році Фукуї відвідав Симпозіум Санібеля, де вперше зустрів Роалда Гоффмана. Гоффман був на 19 років молодше Фукуї і вже відомий за розширений метод метод Хюккеля, який він досліджував у своїй кандидатській дисертації. Вони подружилися і залишилися гарними друзями до кінця життя. Після Санібеля він подорожував майже два місяці по Америці та Європі з дружиною Томо. Це була його перша поїздка за кордон, і він відсвяткував свою 19-ту річницю спільного життя з Томо в ресторані в Парижі.
У 1964 році П.-О. Левдін і Б. Пуллман запропонували Фукуї зробити внесок у главу книги, присвяченої Роберту Маллікену, на його 60-ти річчя. Він погодився, написавши статтю під назвою «Просте квантове теоретичне пояснення реакційної здатності хімічних сполук». У цій статті він вивчав реакцію Дільса-Альдера, і вперше відніс типи симетрій вищої зайнятої молекулярної орбіталі (ВЗМО) і нижчої вільної молекулярної орбіталі (НСМО) до селективності реакції. Ця обставина було відзначено також Вудвордом і Хофманом у презентації теорії збереження орбітальної симетрії, так зване правило Вудворда-Хофмана. Ця теорія, представлена в 1965 році, стверджувала, що реакційна здатність речовин безпосередньо залежить від природи ВЗМО і НСМО молекул. Теорія була гаряче сприйнята хіміками і відразу ж відкрила нову область в органічній хімії. У результаті, прикордонна орбітальна теорія як додаток правилом Вудворда-Хофмана стала швидко поширюватися і отримала Нобелівську премію з хімії у 1981 році. Було близько 10 ранку 19 жовтня 1981 року, незабаром після його 63-його дня народження, коли йому зателефонували з редакції газети Токіо, з проханням взяти інтерв'ю у Нобелівського лауреата. Він був приголомшений, але коли побачив своє ім'я поруч з Роалд Хофманом в новинах по телевізору, остаточно повірив у себе. У ту ніч до нього прийшло багато людей: репортери телебачення і газет, друзі, знайомі та студенти. Кен'їті і Томо були оточені журналістами до опівночі.
10 грудня 1981 Кен'їті Фукуї отримав диплом і Нобелівську премію з хімії від Короля Швеції Густава. Приз він розділив з Роалдом Гоффманом. На дипломі була гарна картинка з фіолетових шафранів. У той момент він отримав подяки та напуття від професорів Ген'іцу Кіта і Йосіо Танака. Його вразила кількість подій після церемонії нагородження, які проводилися під заступництвом Студентського Союзу Швеції.

## Кінець життя
Після отримання Нобелівської премії на Фукуї навалилася ціла купа справ, особливо зросла увага до нього з боку японської преси. Це робило його життя менш «рухомий», однак він як і раніше любив гуляти вранці на природі, на свіжому повітрі. Він став Президентом Інституту Технології в Кіото. Так як його посада була не наукової, а адміністративної, він не міг мати лабораторію в Університеті. Три роки опісля він став Президентом Інституту фундаментальної хімії, який був побудований для нього в Кіото, на гроші японської хімічної промисловості. Він також став головою багатьох організацій і комітетів, залишивши мінімум часу для науки.
Фукуї часто просили читати лекції, не специфічного, а загального характеру, на яких він любив говорити про те, що в майбутньому хімія стане однією з найпопулярніших наук у світі. Хоча проблеми з навколишнім середовищем затемнили вигляд хімії, але тим не менш вони дали поштовх хімічної промисловості до змін. Стало зрозумілим, що без хімії неможливо вирішити проблеми ресурсів, їжі та енергії. Сучасні студенти, як він вважав, повинні вивчати більше фундаментальної теоретичної хімії, і менше експериментальної. Досягнення комп'ютерної науки допоможуть теоретичної хімії розвиватися стрімко. Він навіть пропонував термін «молекулярна інженерія» для області, яка шукає необхідні властивості молекул. Він надихав молодих вчених бути більш креативними в новій науці та інженерії.

### Смертельна хвороба
Взимку 1997 року в Кен'їті виявили рак шлунка. Він негайно пройшов курс хірургічних операції, але влітку йому знову довелося повернутися в госпіталь. 9 січня 1998 він помер у віці 79 років. Його могила знаходиться на схилі гори Хігасіяма, де також похований його улюблений вчитель Ген'іцу Кіта
.

## Сім'я
Томо (до шлюбу Томо Хоріе) і Кен'їті одружилися влітку 1946 року. Вона мріяла стати вченим після прочитання біографії Марії Кюрі, закінчила Факультет фізичної хімії Імператорського жіночого університету наук у Токіо. До шлюбу Кен'їті зводив одного разу її на концерт, де грали Дев'яту симфонію Бетховена. Після концерту він гордо відзначав, що в концерті не грали деякі оригінальні частини симфонії, заявлені в афіші. Вона подумала тоді, як же він може зіпсувати враження від концерту. Це були важкі дні для Японії, але Томо робила все, щоб сконцентрувати Кен'їті на науці. Їх син Тецуя народився 8 січня 1948 року, а їх дочка Міяко — 19 травня 1954.